# كارلوس فيلازكيز (لاعب كرة قدم)
كارلوس فيلازكيز (بالإسبانية: Carlos Velázquez)‏ هو لاعب كرة قدم مكسيكي في مركز حراسة المرمى، ولد في 2 يونيو 1984 في Ciudad Sahagún ‏ في المكسيك. لعب مع نادي باتشوكا ونادي تشياباس ونادي تيكوس.

## وصلات خارجية
- كارلوس فيلازكيز (لاعب كرة قدم) على موقع قاعدة بيانات كرة القدم.إي يو (الإنجليزية)
- كارلوس فيلازكيز (لاعب كرة قدم) على موقع Soccerway.com (الإنجليزية)
- كارلوس فيلازكيز (لاعب كرة قدم) على موقع AS.com (الإسبانية)